# Sfântul Kilian
Sfântul Kilian (n. 640 d.Hr., Mullagh⁠(d), Border Region⁠(d), Irlanda – d. 689 d.Hr., Würzburg, Germania) a fost un episcop misionar irlandez care a fost omorât ca martir împreună cu însoțitorii în Würzburg.
Asupra împrejurărilor decesului diferă relatările. Conform cronicarului Rabanus Maurus ordinul execuției lui Kilian a fost dat de ducele Gozbert, conform altor relatări, de Gailana, soția lui Gozbert.

## Patronaje
- Biserica Sfântul Kilian din Chilieni, județul Covasna (după reforma protestantă biserică reformată, apoi unitariană)

## Varia
Un admirator al Sfântului Kilian a fost scriitorul islandez Halldór Laxness, laureat al Premiului Nobel pentru Literatură în anul 1955. Laxness și-a adăugat la nume prenumele Kiljan (în ortografie islandeză), astfel încât pseudonimul său complet este Halldór Kiljan Laxness (1902-1998).

## Legături externe
- de Sfântul Kilian în Biografii din bibliografia lexiconului bisericesc (BBKL).
- de  Missionari in Franconia: Willibrord, Bonifatius, Burkard, Lullus, Megingaud